# Moa Ilar
Moa Maria Ilar, född Olsson 6 juli 1997 i Järna församling i Dalarnas län, är en svensk längdskidåkare. Den 26 november 2023 tog hon sin första världscupseger när hon vann masstartsloppet över 20 km i fri stil i Ruka i Finland. Hon har tillhört svenska skidförbundets landslagstrupp sedan 2014 och på klubbnivå tävlar hon för Falun Borlänge Skidklubb. Hon har deltagit i flera världscuptävlingar inklusive Tour de ski 2020/21. De nationella framgångarna inkluderar bland annat en totalseger i Volkswagen Cup 2019/20 och totalt 14 SM-medaljer. I rullskidor har Ilar ett VM-guld samt SM-guld i teamsprint.

## Biografi

### 2021–2022
Ilar imponerade i Sverigepremiären i Gällivare 2021 och tog bland annat brons i 10 km fristil bakom Frida Karlsson och Ebba Andersson. Därmed fick hon förtroendet inför höstens världscuptävlingar. I Ruka slog Ilar till med personligt rekord då hon kom 12:a i 10 km klassiskt och därefter 8:a i den efterföljande jaktstarten. I jaktstarten hade hon även tredje bästa åktid. I Lillehammer slutade Ilar 16:e på 10 km fritt och dagen efter körde hon in Sverige på en andraplats i stafetten efter ett spurtdrama mot världsnationerna Ryssland och Norge. Inför helgen i Davos drog hon på sig en förkylning och missade därmed resterande tävlingar hösten 2021. Resultaten räckte ändå till en plats i truppen till OS i Peking 2022. Under OS åkte hon enbart skiathlon där hon slutade på 45:e plats. Bästa resultat under resten av säsongen var en 9:e plats på 10 km klassiskt i Lahtis.

### 2022-2023
Ilar inledde säsongen med två pallplatser på två starter vid Sverigepremiären i Bruksvallarna; 2:a på 10 km klassiskt och 3:a på 15 km fritt.
Vid VM i Planica 2023 deltog Moa Ilar i skiathlonloppet och slutade på 35:e plats.

### 2023-2024
Moa Ilar inledde säsongen vid Sverigepremiären i Gällivare med en nionde plats i sprinten och en seger på 10 km fritt.
Vid världscuppremiären i Ruka i november 2023 slutade hon fyra på 10 km klassiskt och vann masstarten över 20 km i fri stil. Helgen efter hölls det världscuptävlingar i Gällivare. Moa tog då sin andra pallplats i världscupen genom att på lördagen sluta 3:a på 10 km fristil med individuell start. Hon blev också uttagen att köra sista sträckan för Sveriges förstalag i söndagens stafett. Sverige vann stafetten och tog därmed den första stafettsegern i världscupen på damsidan sedan 2007.

## Resultat

### Pallplatser i världscupen

#### Individuellt
Ilar har tre individuella pallplatser i världscupen: två segrar och en tredjeplats.
| Säsong  | Datum            | Plats        | Disciplin                   | Placering |
| ------- | ---------------- | ------------ | --------------------------- | --------- |
| 2023/24 | 26 november 2023 | Ruka         | 20 km masstart (F)          | 1:a       |
| 2023/24 | 2 december 2023  | Gällivare    | 10 km individuell start (F) | 3:a       |
| 2024/25 | 16 mars 2025     | Holmenkollen | 10 km individuell start (F) | 1:a       |

#### Lag
I lag har Ilar fem pallplatser i världscupen: tre segrar och två andraplatser.
| Säsong  | Datum           | Plats       | Disciplin             | Placering | Lagkamrat(er)                  |
| ------- | --------------- | ----------- | --------------------- | --------- | ------------------------------ |
| 2021/22 | 5 december 2021 | Lillehammer | 4 x 5 km stafett      | 2:a       | Ribom / Karlsson / Andersson   |
| 2022/23 | 5 februari 2023 | Toblach     | 4 x 7,5 km stafett    | 2:a       | Ribom / Andersson / Sundling   |
| 2022/23 | 19 mars 2023    | Falun       | 4 x 5 km mixstafett   | 1:a       | Halfvarsson / Anger / Sundling |
| 2023/24 | 3 december 2023 | Gällivare   | 4 x 7,5 km stafett    | 1:a       | Lundgren / Ribom / Andersson   |
| 2024/25 | 24 januari 2025 | Engadin     | 4 x 5 km mixedstafett | 1:a       | Burman / Ribom / Anger         |

### U23-VM[18][2]
| Tävling             | Disciplin | Placering |
| ------------------- | --------- | --------- |
| Oberwiesenthal 2020 | Sprint    | 11:a      |
| Oberwiesenthal 2020 | 15 km     | 6:a       |

### Olympiska spel
Ilar har deltagit i ett olympiskt vinterspel.
| Tävling     | 10 km | Skiathlon | 30 km | Sprint | Stafett | Lagsprint |
| ----------- | ----- | --------- | ----- | ------ | ------- | --------- |
| Peking 2022 | —     | 48:e      | —     | —      | —       | —         |

### Världsmästerskap
Ilar har deltagit i två världsmästerskap.
| Tävling      | 10 km | Skiathlon | 30 km | Sprint | Stafett | Lagsprint |
| ------------ | ----- | --------- | ----- | ------ | ------- | --------- |
| Planica 2023 | —     | 35:e      | —     | —      | —       | —         |

| Tävling        | 10 km | Skiathlon | 50 km | Sprint | Stafett | Lagsprint |
| -------------- | ----- | --------- | ----- | ------ | ------- | --------- |
| Trondheim 2025 | 12:e  | 17:e      | 14:e  | —      | —       | —         |